# Ardisia porifera
Ardisia porifera är en viveväxtart som beskrevs av Egbert Hamilton Walker. Ardisia porifera ingår i släktet Ardisia och familjen viveväxter. Inga underarter finns listade i Catalogue of Life.